# Thomomys bottae bottae
Thomomys bottae bottae is een knaagdier dat voorkomt in zuidwestelijk Noord-Amerika. Dit dier is een ondersoort van de valleigoffer (Thomomys bottae). Hij is oorspronkelijk beschreven door Eydoux & Gervais (1836). De typelocatie, de plaats waar het exemplaar vandaan komt op basis waarvan de ondersoort oorspronkelijk is beschreven, was oorspronkelijk gegeven als "Californie", maar is later gecorrigeerd tot de omgeving van Monterrey. De oorspronkelijke naam was Oryctomys bottae. Er zijn volledig witte en volledig zwarte exemplaren van deze ondersoort bekend.
Deze ondersoort heeft de volgende synoniemen:
- altivallis Rhoads, 1895 (San Bernardino Mountains, Californië)
- angularis Merriam, 1897 (Merced County, Californië)
- argusensis Huey, 1931 (Inyo County, Californië)
- diaboli Grinnell, 1914 (Merced County, Californië)
- infrapallidus Grinnell, 1914 (San Luis Obispo County, Californië)
- lorenzi Huey, 1940 (Santa Cruz County, Californië)
- neglectus Bailey, 1914 (San Gabriel-gebergte, Californië)
- pallescens Rhoads, 1895 (San Bernardino-vallei, Californië)
- perpes Merriam, 1901 (Lone Pine, Californië)
- piutensis Grinnell & Hill, 1936 (Kern County, Californië)
- sanctidiegis Huey, 1945 (San Diego, Californië)
- scapterus Elliot, 1903 (Inyo County, Californië)